# L'Âne de Buridan
L'Âne de Buridan è un film del 1932 diretto da Alexandre Ryder.

## Trama
Georges ama tutte le donne, ma un bel giorno, una giovane ragazza entrerà nella sua vita. Georges se ne innamora e così conoscerà le gioie del matrimonio.